# Bamboo (Cocktail)
Der Bamboo ist ein alkoholhaltiger Cocktail aus Sherry, Wermut und verschiedenen Bitters.

## Geschichte
Die Kreation des Bamboos wird dem Barkeeper Louis Eppinger – der als einer der Väter des japanischen Bartendings gilt – zugeschrieben. Demnach wurde der Drink in den 1890er Jahren im Grand Hotel in Yokohama von Eppinger erstmals gemixt.
Zumindest das Jahr ist jedoch infrage zu stellen. Demnach arbeitete Eppinger zunächst in San Francisco und Portland und kam im Jahr 1889 tatsächlich nach Yokohama, wo er den Drink ein bis zwei Jahre später erstmals gemixt haben soll. Auch ein 1908 erschienenes Buch führt ihn als Urheber auf. Der Drink fand jedoch bereits drei Jahre vor dem Eintreffen Eppingers in Yokohama in der Western Kansas World Erwähnung:

“A new and insiduous drink has been introduced by some Englishman, and is becoming popular in New York barrooms. It consists of three parts sherry and one part vermouth, and is called 'bamboo'.”

„Ein neues und heimtückisches Getränk wurde von einigen Engländern eingeführt und wird in New Yorker Bars populär. Es besteht aus drei Teilen Sherry und einem Teil Wermut und wird 'Bamboo' genannt.“

Während der Ursprung des Drinks daher mit hoher Wahrscheinlichkeit auf die Mitte der 1880er Jahre datiert werden kann, ist die Zuschreibung an Eppinger hingegen ungewiss, aber wahrscheinlich. Mehr als ein Jahrzehnt später, um das Jahr 1901, wurde der Cocktail dann auch in den Vereinigten Staaten bekannt und unter anderem als Pre-Mix-Drink verkauft, in dem Buch Stuart's fancy drinks and How to Mix them aus dem Jahr 1904 findet der Drink dann auch in einem Buch über Cocktails Erwähnung.
Für den Namen des Cocktails gibt es unterschiedliche Erklärungen. Möglicherweise ist dieser auf seiner Färbung zurückzuführen.

## Zubereitung und Variationen
Während teilweise empfohlen wird, bei der Zubereitung gleiche Anteile von Sherry und Wermut zu verwenden und ältere Rezepte das Verhältnis 2:1 vorschlagen, verlangt das Originalrezept ein Mischverhältnis von Sherry und Wermut von 3:1. Diese werden zusammen mit 2 Dashes Orange Bitters in ein Mixingglas mit Eis gegeben und gerührt. In manchen Rezepten wird zudem die Zugabe von 2 Dashes Angostura Bitter empfohlen.
Der Bamboo ähnelt damit einem weiteren, Sherry-basierten Cocktail, dem Adonis, und wird teilweise als eine Abwandlung dieses interpretiert. Da letzterer jedoch erstmals in dem Buch The Complete Manual of Mixing Drinks von Jacques Straub aus dem Jahr 1913 und damit mehr als 20 Jahre später auftaucht, ist der Bamboo mutmaßlich der erste Cocktail, der auf Sherry und Wermut basiert. Der Unterschied ist, dass bei dem Bamboo trockener Wermut verwendet wird, während der Adonis nach süßem Wermut verlangt. Auch die beim Bamboo teilweise verwendeten Dashes Angostura Bitter unterscheiden ihn vom Adonis. Der Drink ist zudem unter weiteren Namen bekannt, so unter anderem als Amour, East Indian Cocktail, Golden Bell oder La Pirouette.
Durch Hinzugabe weiterer Zutaten entstehen Varianten des Bamboos. So der Brazil Cocktail, bei dem Absinth hinzugegeben wird, der Coronation Cocktail, bei dem Maraschino beigemischt wird oder der Greenbriar Cocktail, bei dem der Bamboo mit Pfirsichbitters und Minze ergänzt wird.